# Herman Van Rompuy
Herman Achille Van Rompuy [ˈɦɛɾmɑn vɑn ˈɾɔmpœy̆] (fil), född 31 oktober 1947 i Etterbeek i Brysselregionen, Belgien, är en belgisk politiker. Han var mellan den 1 december 2009 och 30 november 2014 Europeiska rådets ordförande.
Han är även medlem i det flamländska kristdemokratiska partiet (CD&V) och var Belgiens premiärminister 2008–2009.

## Tidig politisk karriär
Herman Van Rompuy var ledare för CD&V:s ungdomsförbund under åren 1973–1975 då partiet fortfarande hette Kristliga folkpartiet (CVP). Från 1975–1980 arbetade han för Belgiens dåvarande premiärminister Leo Tindemans och Gaston Geens som då var minister för budget och forskning. Därefter var han CVP:s partiledare under 1988–1993. Från september 1993 till juli 1999 var han vice premiärminister och budgetminister under premiärminister Jean-Luc Dehaene. Efter det kristdemokratiska nederlaget i parlamentsvalet 1999 var Van Rompuy ledamot i det belgiska parlamentets underhus. År 2004 fick han titeln Minister van Staat/Ministre d’État (statsminister). Efter valet 2007 valdes han till talman i underhuset.

## Regeringen Van Rompuy
Premiärminister Yves Leterme, partikamrat till Van Rompuy, avgick i december 2008 efter en skandal rörande påstådd iblandning i ett domstolsärende. Då avgången inte ändrade det parlamentariska läget, fick Herman Van Rompuy den 30 december i uppdrag av landets statschef Albert II att bilda regering. Regeringen Van Rompuy var en koalitionsregering med fem partier. Han efterträddes 25 november 2009 av Yves Leterme, som återkom på premiärministerposten.

## Europeiska rådets ordförande
Den 19 november 2009 utnämndes Van Rompuy till Europeiska rådets ordförande för två och ett halvt år. Han tillträdde posten den 1 december samma år.

## Utmärkelser
- Storkors av Leopoldorden,  17 december 2009
- Gouden Penning,  2011[5]
- Otto von der Gablentz-priset,  18 april 2012[6]
- Storofficer av Vita dubbelkorsets orden,  30 april 2014[7]
- Karlspriset,  29 maj 2014[8]
- Sloveniens särskilda förtjänstorden,  26 oktober 2015[9]
- Stora ordensbandet av Uppgående solens orden,  25 januari 2016[10]
- Hedersdoktor vid Katholieke Universiteit Leuven
- Kommendör med stjärna av Republiken Polens förtjänstorden
- Hedersdoktor vid CEU San Pablo universitet
- Storkorset av Rumänska Stjärnans orden
- Hedersdoktor vid Université catholique de Louvain
- Storkorset av Oranien-Nassauorden
- Hedersdoktor vid universitetet i Gent
- Storofficer av Hederslegionen
- Storkors med kedja av Ungerska förtjänstorden

[Redigera Wikidata]